# Malitbog (Bukidnon)
Malitbog ist eine Großraumgemeinde in der Provinz Bukidnon auf der Insel Mindanao in den Philippinen. Sie hat 24.453 Einwohner (Zensus 1. August 2015), die in 11 Barangays leben. Sie gehört zur zweiten Einkommensklasse der Gemeinden auf den Philippinen und wird als partiell urbanisiert beschrieben.
Sie liegt ca. 80 km nördlich von der Provinzhauptstadt Malaybalay City, die Fahrzeit mit dem Bus beträgt ca. zweieinhalb Stunden, und 40 km westlich der regionalen Hauptstadt Cagayan de Oro, die Fahrzeit mit dem Bus beträgt ca. 2 Stunden. Ihre Nachbargemeinden sind Tagoloan im Norden, Claveria im Westen, Manolo Fortich im Süden und Impasug-ong im Osten. Die Topographie der Gemeinde wird als gebirgig mit großen canyonartigen Tälern und großen Hochplateaus beschrieben.
Die Pigsuguan Hills liegen ca. 3 km außerhalb des Barangay Siloo, von den Hügeln hat man einen Panoramablick über das nördliche Bukidnon. Der Saray-Canyon liegt im Gebiet des Barangays Santa Ines. Der Fluss Silo-o liegt im gleichnamigen Barangay Silo-o, er ist der größte Fluss auf dem Gebiet der Gemeinde. Der Malagana-See liegt im Barangay Kalingking, er ist ein Jagdrevier für Wildenten.

## Barangays
| - Kalingking - Kiabo - Mindagat | - Omagling - Patpat - Poblacion | - Sampiano - San Luis - Santa Ines | - Silo-o - Sumalsag |